# Ptinus sexpunctatus
Ptinus sexpunctatus é uma espécie de insetos coleópteros polífagos pertencente à família Anobiidae.
A autoridade científica da espécie é Panzer, tendo sido descrita no ano de 1789.
Trata-se de uma espécie presente no território português.

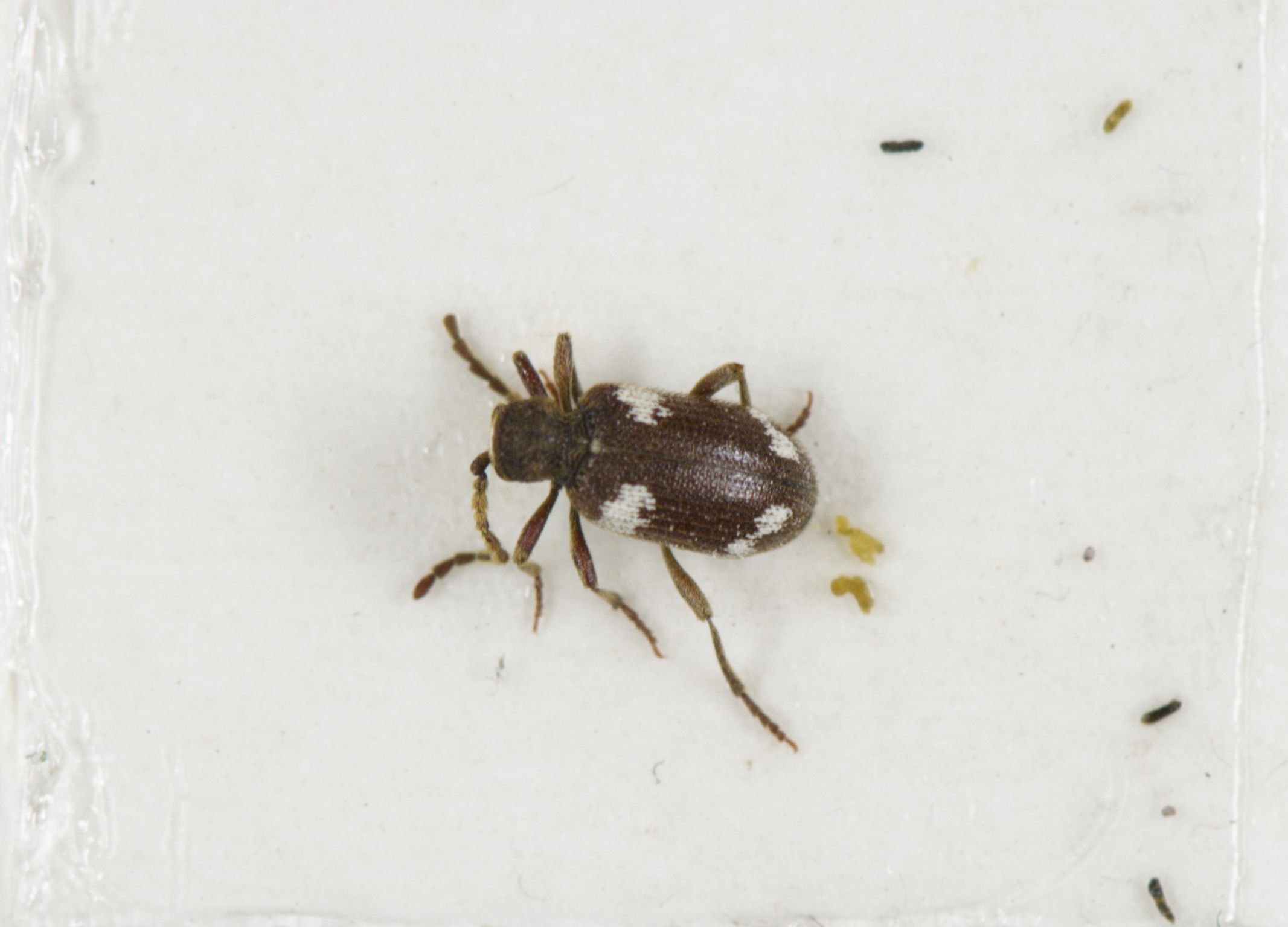
Ptinus Sexpunctatus